# Helmut Lander
Helmut Lander (* 31. Oktober 1924 in Weimar; † 22. Oktober 2013 in Darmstadt) war ein deutscher Bildhauer.

## Leben
Helmut Lander wurde am 31. Oktober 1924 in Weimar geboren. Nach dem Notabitur wurde er 1942 zur Luftwaffe eingezogen. Gegen Kriegsende war er bei einer Flakbatterie in den Leuna-Werken im Einsatz und geriet so in amerikanische Kriegsgefangenschaft. Er verbrachte fast zwei Jahre in verschiedenen Lagern. In dieser Zeit versuchte er sich künstlerisch zu bilden. Im Lager in Metz war der Mainzer Bildhauer Heinz Hemrich sein Gesprächspartner. Im Lager Straßburg gab er sich bereits als „Maler“ aus. Ende 1946 kehrte er in das besetzte Weimar zurück.
Lander studierte von 1946 bis 1950 bei Otto Herbig, Zeichnung, Hermann Kirchberger, Wandmalerei, und Albert Schaefer-Ast Malerei an der Hochschule für Baukunst und Bildende Künste Weimar. 1950 schloss er sein Studium mit der Diplomprüfung für Wandmalerei ab. Es folgte ein Volontariat in der Gobelinmanufaktur Sauermilch, Oberweid in Thüringen. 1951 verließ er, weil seine Arbeiten als „westlich dekadent“ eingestuft wurden, die DDR und zog nach Darmstadt. Dies ging auf die Bekanntschaft des Architekten Karl-Heinz Schelling (1925–2009) zurück, der sich ein halbes Jahr vorher in Darmstadt niedergelassen hatte.
Lander arbeitete zunächst als Weißbinder und später als Werkstattleiter für Mosaikarbeiten in einer Darmstädter Glashütte. 1952 hatte er eine erste Ausstellung in einer Privatwohnung. Er studierte ab 1952 Baukeramik an der Werkkunstschule Darmstadt und war danach freiberuflich tätig.
Lander heiratete 1947 seine Tanzstundenbekanntschaft Gisela Gernandt. Aus dieser Ehe gingen zwei Kinder (* 1954; * 1958) hervor. Nach mehrmaligen Umzügen bezog die Familie 1960 das Haus im Olbrichweg 20 an der Mathildenhöhe, das von seinem Freund und Architekten Karl-Heinz Schelling entworfen worden war.
1956 erhielt Lander ein Stipendium der Deutschen Industrie, Köln. Ein Jahr darauf folgte eine Reisestipendium der Ostfriesischen Reederei Rendsburg. Ab 1967 schuf Lander vorwiegend Plastiken. Den künstlerischen Durchbruch schaffte er 1959 mit dem gewonnenen Wettbewerb der Betonglasfenster, des Portals und der Paramente an der Christuskirche Bochum (Architekt: Dieter Oesterlen).
In der Folgezeit schuf Lander zahlreiche Kunstwerke am Bau. Aufsehen erregten u. a. die Betonreliefs am Auditorium maximum der Technischen Hochschule Darmstadt 1969 (Architekt: Günter Koch). 1971 begann er eine Lehrtätigkeit am Fachbereich Plastisches Gestalten an der Technischen Hochschule Darmstadt. Bis 1989 war er Mitglied des Vorstands der Darmstädter Sezession. 2013 bekam er für sein Gesamtwerk den Hessischen Verdienstorden am Bande verliehen.
Am 22. Oktober 2013 verstarb Helmut Lander im Alter von 88 Jahren in Darmstadt.

## Auszeichnungen
- 1955: ars viva[1]
- 1994: Ernst-Rietschel-Kunstpreis[2]
- 2013: Hessischer Verdienstorden am Bande[3]

## Werke (Auswahl)
- Wandmosaik Der Flötenspieler, Woogsplatz 6 in Darmstadt, 1952.
- Wandmosaik, Soderstraße 14 in Darmstadt, 1953.
- Wandmosaik, Hochschulstraße 6, Foyer Großer Physikhörsaal TU Darmstadt, Darmstadt, 1955[4]
- Glasgestaltung der Frankfurter Weißfrauenkirche, 1956.
- Betonglasgestaltung der Bochumer Christuskirche, 1959.
- Betonglasgestaltung der Stadtkirche Jever, 1964[5]
- Betonglasgestaltung der Reformierten Kirche in der Hamburger Ferdinandstraße, 1965.
- Sporthalle am Böllenfalltor, Darmstadt, 1965.
- Mitarbeit am Deutschen Soldatenfriedhof Futapass (ital. Cimitero Militare Germanico) in Italien, in Zusammenarbeit mit dem Architekten Dieter Oesterlen und den Gartenarchitekten Walter Rossow und Ernst Cramer, 1962–1967.
- Audimax der TH Darmstadt, Außen- und Innenraumgestaltung, 1969–1970.
- Endzeit, Plastik, 1983.
- Skulptur Glocken und Köpfe, Meckenheim, 1983
- Altarbild in der Mannheimer Jakobuskirche, 1988.
- Glasmalerei in der Stadtkirche Friedberg (Hessen), 1994.
- Mosaik in der Cafeteria im Ludwig-Georgs-Gymnasium in Darmstadt, Obergeschoss B-Bau.

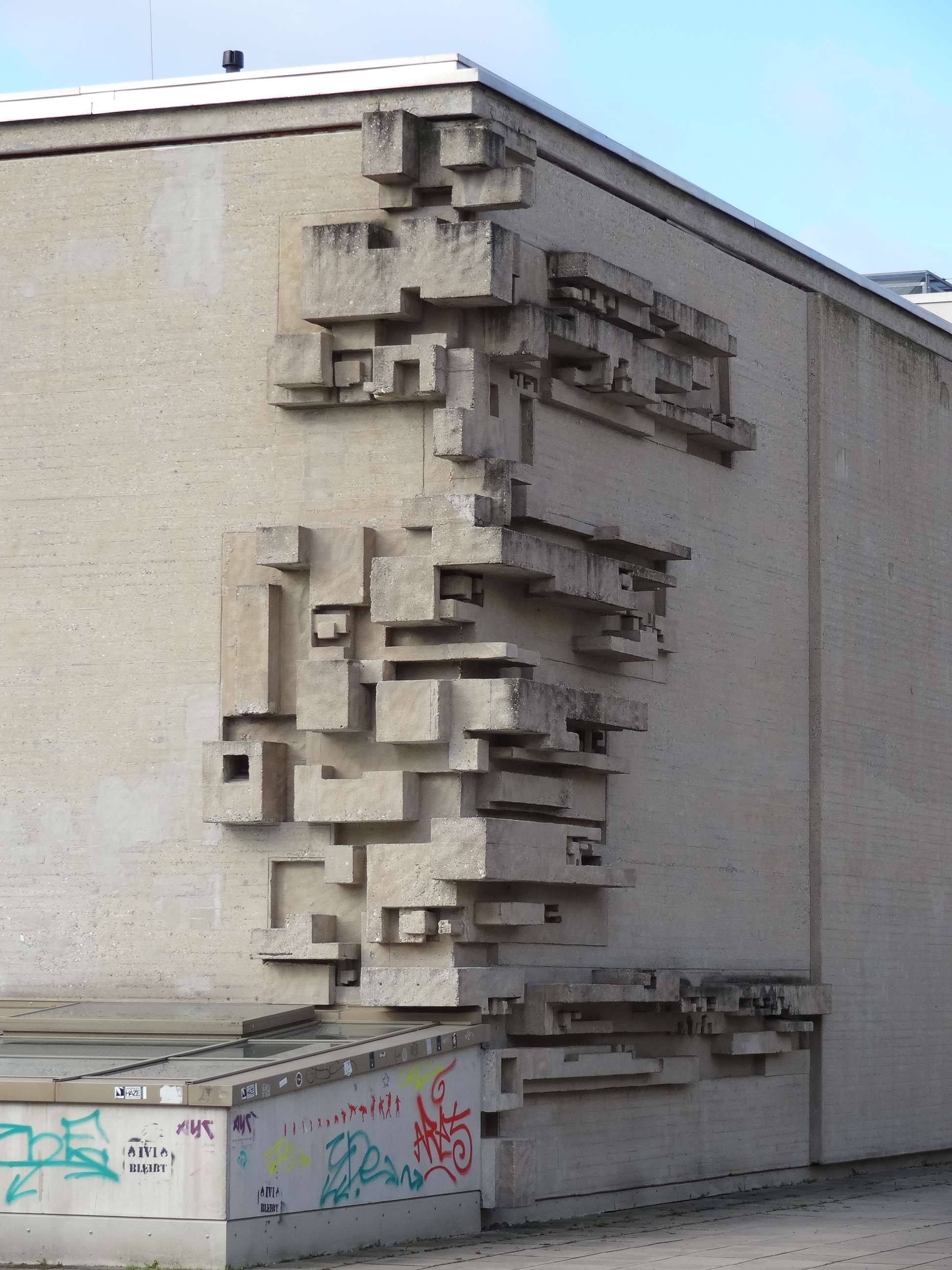
Bauplastiken (1969–1970). Audimax, TU Darmstadt
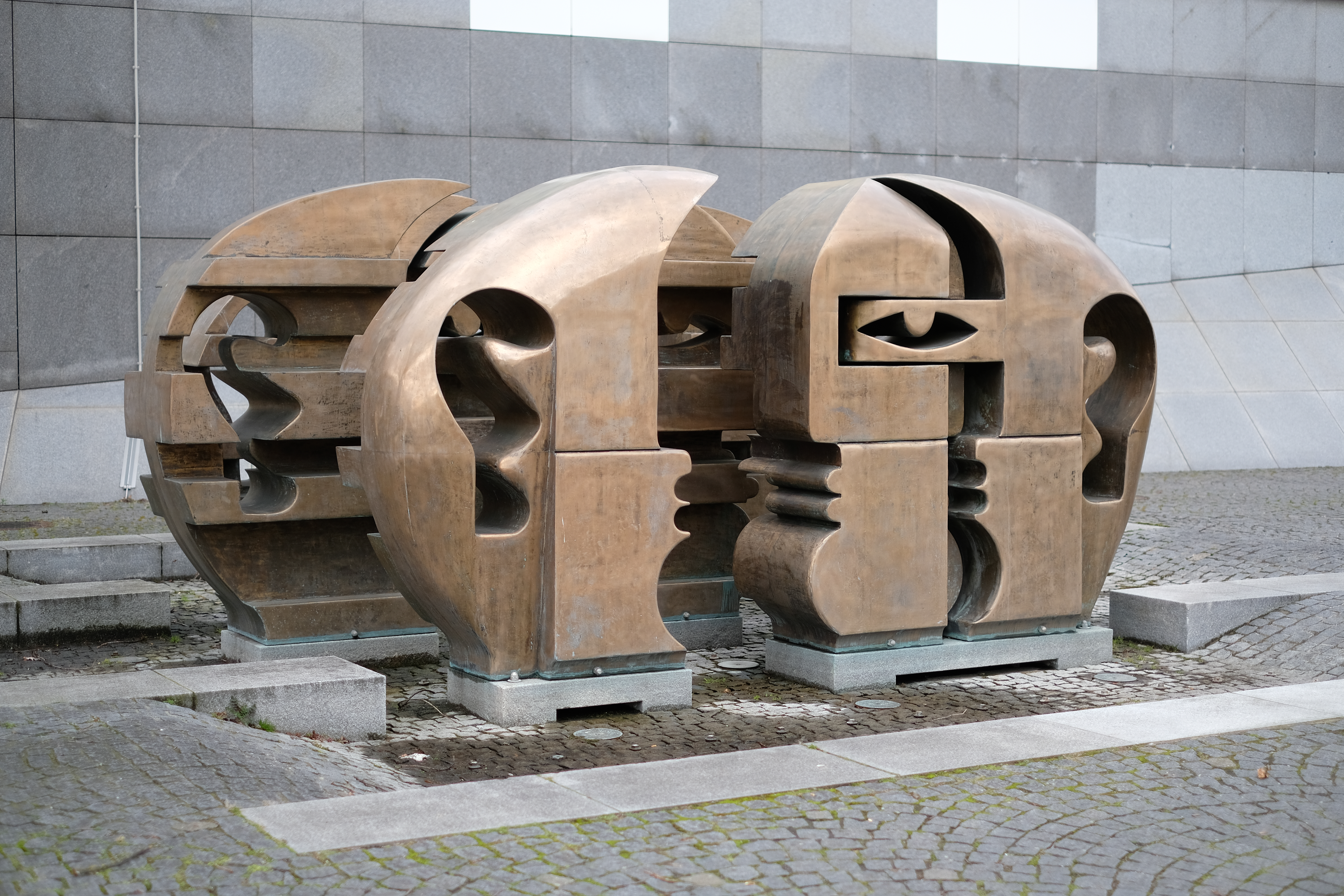
Kommunikation (1980), Bronze, Brunnenplastik. Darmstadt
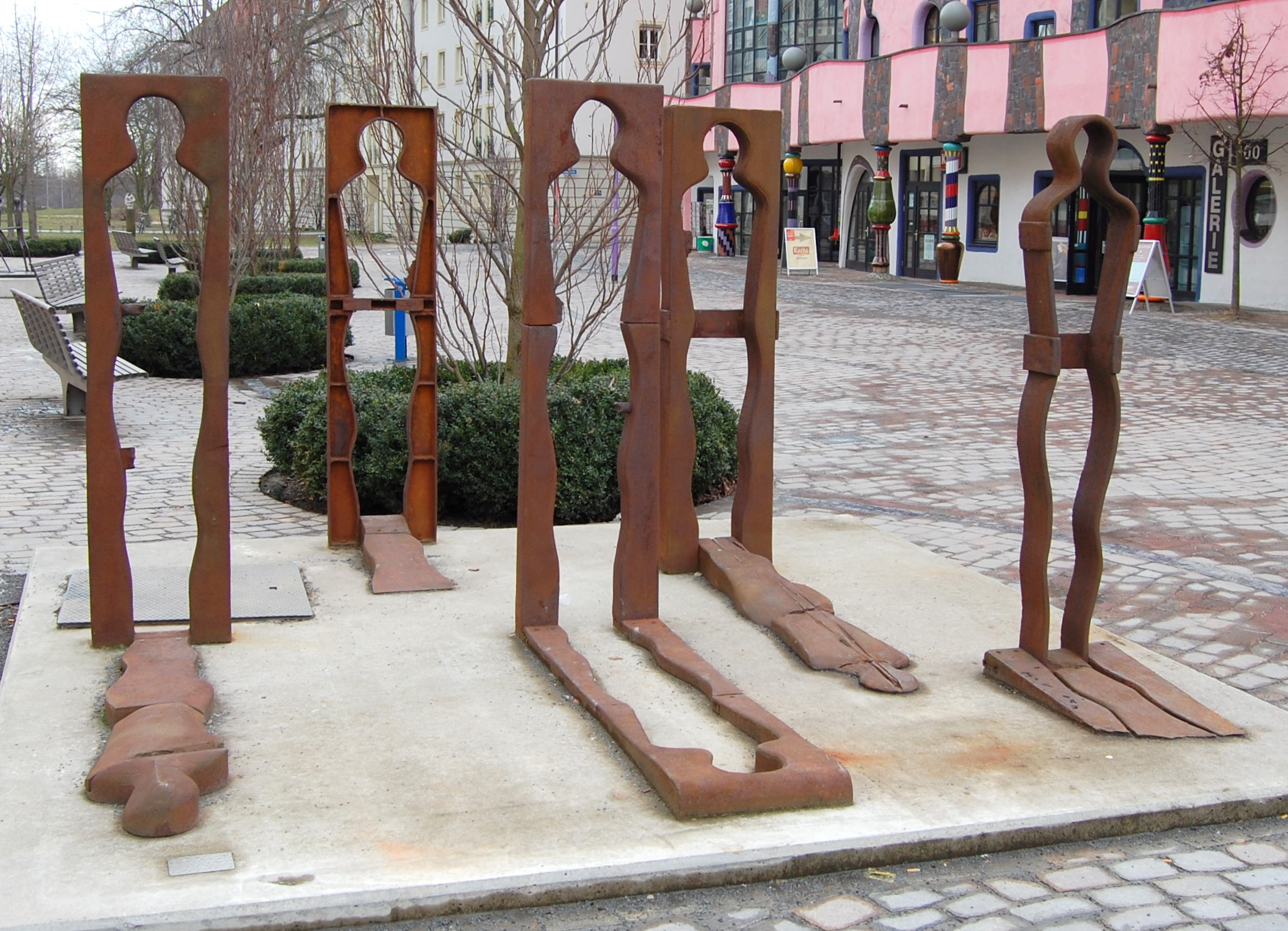
Endzeit (1983). Magdeburg